# Anua coronata
Anua coronata är en fjärilsart som beskrevs av Fabricius 1775. Anua coronata ingår i släktet Anua och familjen nattflyn. Inga underarter finns listade i Catalogue of Life.

## Bildgalleri

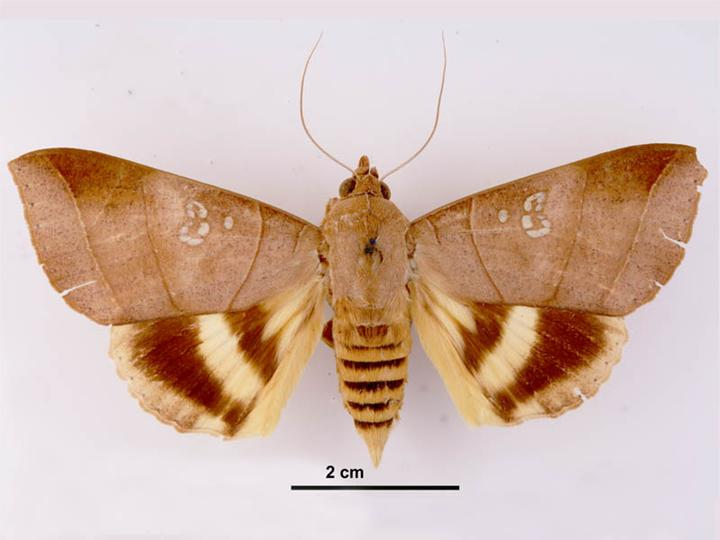
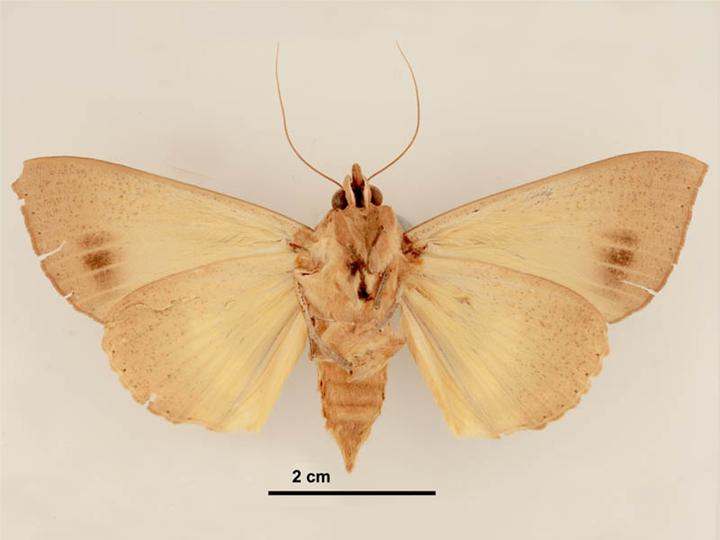
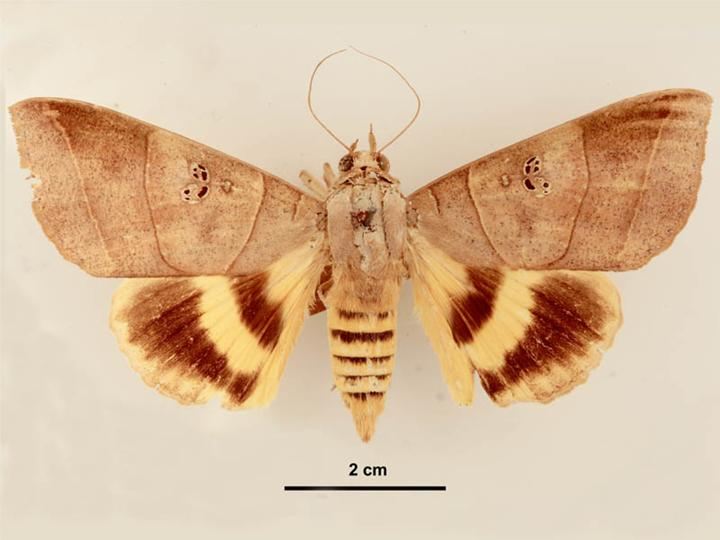
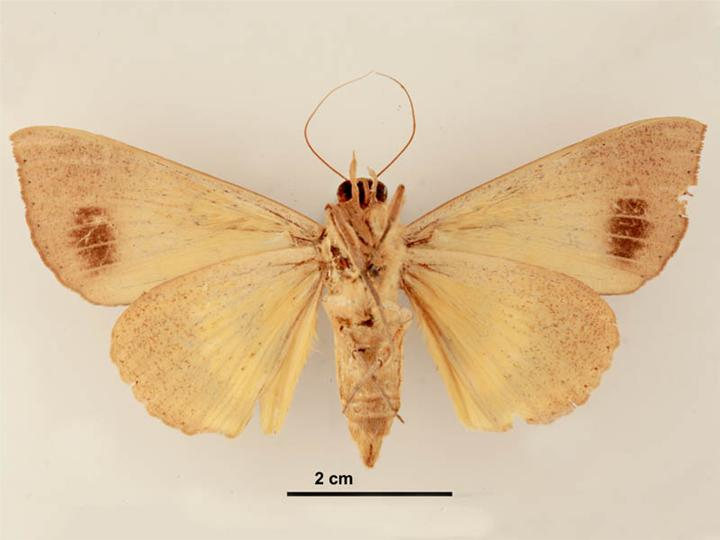